# Miguel Domínguez
Miguel Ramón Sebastían Domínguez Alemán (Città del Messico, 20 gennaio 1756 – Città del Messico, 22 aprile 1830) è stato un politico, rivoluzionario e avvocato messicano.
Noto soprattutto per la sua carica di "corregidor" di Querétaro e per aver partecipato alla Cospirazione di Querétaro e all'inizio della guerra d'indipendenza, è stato anche tra il 1823 e il 1824 presidente supplente del Messico a seguito della deposizione di Agustín de Iturbide e del Primo Impero messicano.
Nato a città del Messico nel 1756 da padri spagnoli, a 19 anni era già un noto avvocato della città, nel 1791 sposò Josefa Ortiz de Domínguez passata alla storia come la "Corregidora de Querétaro".
Nel 1823 una volta ottenuta l'indipendenza del Messico fece parte dei triumvirati che guidarono il paese dopo la caduta dell'Impero e fu nominato presidente supplente. Tra il 1825 e il 1827 fu presidente della suprema corte di giustizia del Messico.
Don Migue morì il 22 aprile 1830 a Città del Messico a 74 anni di età. Fu sepolto nel cimitero del Tepeyac situato vicino alla Basilica di Nostra Signora di Guadalupe.